# Pombalia oppositifolia
Pombalia oppositifolia (L.) Paula-Souza – gatunek roślin z rodziny fiołkowatych (Violaceae). Występuje naturalnie w Meksyku, Gwatemali, Belize, Hondurasie, Nikaragui, Kostaryce, Kolumbii, Wenezueli, Gujanie, Surinamie, Gujanie Francuskiej, Ekwadorze, Peru, Boliwii oraz Brazylii (w stanach Amazonas, Pará, Rondônia, Roraima, Tocantins, Bahia, Maranhão, Pernambuco, Piauí, Goiás, Mato Grosso do Sul, Mato Grosso i Minas Gerais), Paragwaju oraz północnej Argentynie. 

## Morfologia
PokrójBylina dorastająca do 0,5 m wysokości.
LiścieBlaszka liściowa ma kształt od równowąskiego do równowąsko lancetowatego. Mierzy 1,5–8 cm długości, jest całobrzega lub piłkowana na brzegu, ma klinową nasadę i tępy wierzchołek. Przylistki są równowąskie i osiągają 2 mm długości. Ogonek liściowy jest nagi.
KwiatyPojedyncze, wyrastające z kątów pędów. Mają działki kielicha o lancetowatym kształcie i dorastające do 3–4 mm długości. Płatki są sierpowate, mają barwę od białej do zielonkawej, przedni jest od podługowatego do lancetowatego i mierzy 10–12 mm długości.
OwoceTorebki mierzące 5 mm długości, o elipsoidalnym kształcie.

## Biologia i ekologia
Rośnie w lasach, zaroślach oraz na sawannach. Występuje na wysokości do 300 m n.p.m.